# Чемпіонат світу з дзюдо 2014
Чемпіонат світу з дзюдо 2014  пройшов в Челябінську, Росія з 24 по 31 серпня 2014 року.

## Розклад[1]
Весь час вказаний з урахуванням часового поясу.
| Дата      | Час початку | Змагання         |
| --------- | ----------- | ---------------- |
| 25 серпня | 10:00       | Чоловіки − 60 кг |
| 25 серпня | 10:00       | Жінки −48 кг     |
| 26 серпня | 10:00       | Чоловіки −66 кг  |
| 26 серпня | 10:00       | Жінки −52 кг     |
| 27 серпня | 10:00       | Чоловіки −73 кг  |
| 27 серпня | 10:00       | Жінки −57 кг     |
| 28 серпня | 10:00       | Чоловіки −81 кг  |
| 28 серпня | 10:00       | Жінки −63 кг     |
| 29 серпня | 10:00       | Чоловіки −90 кг  |
| 29 серпня | 10:00       | Жінки −70 кг     |
| 29 серпня | 10:00       | Жінки −78 кг     |
| 30 серпня | 10:00       | Чоловіки −100 кг |
| 30 серпня | 10:00       | Чоловіки +100 кг |
| 30 серпня | 10:00       | Жінки +78 кг     |
| 31 серпня | 09:00       | Чоловіча команда |
| 31 серпня | 09:00       | Жіноча команда   |

## Медальний залік
| Місце   | Країна         | Золото | Срібло | Бронза | Загалом |
| ------- | -------------- | ------ | ------ | ------ | ------- |
| 1       | Японія         | 5      | 2      | 4      | 11      |
| 2       | Франція        | 3      | 1      | 4      | 8       |
| 3       | Бразилія       | 1      | 1      | 2      | 4       |
| 3       | Куба           | 1      | 1      | 2      | 4       |
| 5       | Монголія       | 1      | 1      | 0      | 2       |
| 6       | Грузія         | 1      | 0      | 3      | 4       |
| 7       | Колумбія       | 1      | 0      | 0      | 1       |
| 7       | Чехія          | 1      | 0      | 0      | 1       |
| 7       | Греція         | 1      | 0      | 0      | 1       |
| 7       | Косово         | 1      | 0      | 0      | 1       |
| 11      | Росія          | 0      | 3      | 6      | 9       |
| 12      | Аргентина      | 0      | 1      | 0      | 1       |
| 12      | Канада         | 0      | 1      | 0      | 1       |
| 12      | Угорщина       | 0      | 1      | 0      | 1       |
| 12      | Ізраїль        | 0      | 1      | 0      | 1       |
| 12      | Північна Корея | 0      | 1      | 0      | 1       |
| 12      | Португалія     | 0      | 1      | 0      | 1       |
| 12      | Румунія        | 0      | 1      | 0      | 1       |
| 19      | Німеччина      | 0      | 0      | 3      | 3       |
| 20      | Словенія       | 0      | 0      | 2      | 2       |
| 20      | ОАЕ            | 0      | 0      | 2      | 2       |
| 21      | Нідерланди     | 0      | 0      | 1      | 1       |
| 21      | Польща         | 0      | 0      | 1      | 1       |
| 21      | Україна        | 0      | 0      | 1      | 1       |
| 21      | США            | 0      | 0      | 1      | 1       |
| Загалом | Загалом        | 16     | 16     | 32     | 64      |

## Змагання

### Чоловіки
| Змагання     | Золото                | Срібло              | Бронза              |
| ------------ | --------------------- | ------------------- | ------------------- |
| До 60 кг     | Болдбатар Ганбат      | Беслан Мудранов     | Аміран Папінашвіллі |
| До 60 кг     | Болдбатар Ганбат      | Беслан Мудранов     | Наохіса Такато      |
| До 66 кг     | Ебінума Масасі        | Михайло Пиляєв      | Георгій Зантарая    |
| До 66 кг     | Ебінума Масасі        | Михайло Пиляєв      | Камал Хан-Магомедов |
| До 73 кг     | Накая Рікі            | Кук Хуон Хонг       | Віктор Скворцов     |
| До 73 кг     | Накая Рікі            | Кук Хуон Хонг       | Муса Могушков       |
| До 81 кг     | Автанділ Тчірікішвілі | Антуан Валуа-Фортьє | Лоїс Піетрі         |
| До 81 кг     | Автанділ Тчірікішвілі | Антуан Валуа-Фортьє | Іван Нікіфонтов     |
| До 90 кг     | Іліас Іліадіс         | Крістіан Тотх       | Варлам Ліпартеліані |
| До 90 кг     | Іліас Іліадіс         | Крістіан Тотх       | Кіріл Вопросов      |
| До 100 кг    | Лукаш Крпалек         | Хосе Арментерос     | Іван Ромаренко      |
| До 100 кг    | Лукаш Крпалек         | Хосе Арментерос     | Карл-Річард Фрей    |
| Понад 100 кг | Тедді Рінер           | Руй Шічіноре        | Ренат Саїдов        |
| Понад 100 кг | Тедді Рінер           | Руй Шічіноре        | Рафаел Сілва        |
| Команда      | Японія                | Росія               | Німеччина           |
| Команда      | Японія                | Росія               | Грузія              |

### Жінки
| Змагання    | Золото            | Срібло         | Бронза           |
| ----------- | ----------------- | -------------- | ---------------- |
| До 48 кг    | Амі Кондо         | Паула Парето   | Амендін Бушар    |
| До 48 кг    | Амі Кондо         | Паула Парето   | Марія Лаборде    |
| До 52 кг    | Мажлінда Келменді | Андреа Чіту    | Еріка Міранда    |
| До 52 кг    | Мажлінда Келменді | Андреа Чіту    | Наталья Козютина |
| До 57 кг    | Нае Удака         | Телма Монтейро | Санна Верхаген   |
| До 57 кг    | Нае Удака         | Телма Монтейро | Отон Пав'я       |
| До 63 кг    | Кларісс Агбеньєну | Ярден Джербі   | Міку Тасіро      |
| До 63 кг    | Кларісс Агбеньєну | Ярден Джербі   | Тіна Трстеняк    |
| До 70 кг    | Юрі Альвеар       | Карен Нун Іра  | Онікс Кортес     |
| До 70 кг    | Юрі Альвеар       | Карен Нун Іра  | Катаржина Клус   |
| До 78 кг    | Майра Агіяр       | Одрі Тшемео    | Кайла Гаррісон   |
| До 78 кг    | Майра Агіяр       | Одрі Тшемео    | Анамарі Веленшек |
| Понад 78 кг | Ідаліс Ортіс      | Марія Альтеман | Мегумі Ташімото  |
| Понад 78 кг | Ідаліс Ортіс      | Марія Альтеман | Емілі Андеоль    |
| Команда     | Франція           | Монако         | Німеччина        |
| Команда     | Франція           | Монако         | Японія           |